# Adolf-Grimme-Gesamtschule
Die Adolf-Grimme-Gesamtschule (auch: IGS Goslar, ehemalig: André-Mouton-Realschule) ist eine Gesamtschule in Oker (Stadtteil von Goslar) und wurde zum Schuljahr 2010/11 gegründet. Sie ist die erste Gesamtschule im Landkreis Goslar.

## Geschichte
Am 27. August 2013, an seinem 50. Todestag, wurde die Schule auf den Namen des in Goslar geborenen ehemaligen Kultusministers Adolf Grimme getauft, der als erster demokratisch gewählter Kultusminister Niedersachsens wirkte. Zur Benennungsfeier erschien unter anderem sein Enkel. Zuvor wurde die Schule unter dem Namen André Moutons geführt, der an dem Todesmarsch von Nordhausen durch den Harz zum Bahnhof Oker teilnahm.
Seit dem Schuljahr 2016/17 verfügt die AGG über eine gymnasiale Oberstufe. Zudem trägt die Schule die Titel „Umweltschule in Europa“ und „Schule Kultur“.
Seit dem Schuljahr 2017/18 verfügt die Schule über den Titel Schule ohne Rassismus – Schule mit Courage; Pate ist Sigmar Gabriel. Sie ist eine von wenigen UNESCO-Projektschulen in Niedersachsen. Die Schule steht laut eigener Aussage für angstfreies Lernen und für eine Ausbildung persönlicher Leistungsprofile, daher auch der Leitspruch „und jeder erreicht sein Optimum“.
Aufgrund wiederholter Tiefstände bei den Anmeldungen von Fünftklässlern in der Adolf-Grimme-Gesamtschule wird seit 2019 eine Schließung des Standorts diskutiert.

### Impfzentrum in der COVID-19-Pandemie
Im Rahmen der Aufstellung eines Impfzentrums für den Landkreis Goslar wurde die zur Schule gehörige Helmut-Sander-Sporthalle am 7. Dezember 2020 offiziell ausgewählt.

### Schulleiter
- bis 24. Januar 2018: Jens Liesenberg[12]
- 25. Januar 2018 bis 14. Juni 2018: Ulla Pleye (kommissarisch)[13]
- 15. Juni 2018 bis 23. Februar 2022: Isabell Lenius
- seit 24. Februar 2022: Christine Voss[14]

## Trivia
- Bis 2018 wurden die Räume der Schule vom Jugendclub Gleis95 genutzt; dieser zog zum November 2018 zum Bahnhof Oker um.
- Zwischen der in Schwarmstedt im Heidekreis gelegenen Kooperativen Gesamtschule Schwarmstedt/Wilhelm-Röpke-Schule und der Adolf-Grimme-Gesamtschule besteht seit 2010 ein musikalisches Austauschprogramm (Stand: 2015).[15]